# متافوریلن
متافوریلن (انگلیسی: Methafurylene) یک داروی آنتی هیستامین و آنتی کولینرژیک است.